# Robert Luzarche
Robert Luzarche (1845-1871) fue un poeta, historiador y periodista francés.

## Biografía
Hijo del bibliotecario Victor Luzarche, participó en movimientos de ideología republicana y anticlerical, sobre todo durante el período final del gobierno de Napoleón III. En estos círculos coincidió con Paul Verlaine, y se perciben ciertas similitudes de estilo entre los primeros poemas escritos por ambos. Colaboró en numerosas publicaciones periódicas de tendencia izquierdista de la época, entre las que cabría citar "La RIve Gauche", "Revue nouvelle", "Échos de France" o "Qui Vive". Publicó escritos políticos, como "Une utopie électorale, réponse à M. Émile Augier" (1864) y Le Peuple qui rit, aux électeurs de Rochefort (1869). Su labor historiadora se centró en el período barroco francés, estudiando al cardenal Richelieu en su libro "Le Nouveau Spectre Rouge" (1870), a su enemigo el sacerdote católico Urbain Grandier y al dramaturgo Charles Coypeau de Assoucy, del que trata en un manuscrito conservado en la Biblioteca del Arsenal de París.

## Obra poética
Entre el 20 de febrero y el 20 de junio de 1867, dirigió la revista mensual "La Gazette rimée", editada por Alphonse Lemerre con objeto de divulgar la poesía parnasiana y contribuir a las ventas de sus poemarios individuales. No obstante, solo tuvo una tirada de cinco números. Luzarche contribuyó también a la primera edición de "Le Parnasse contemporain" con 4 poemas, y a la segunda con 2. Su muerte prematura le impidió ver aparecer la segunda edición, aunque Lemerre editó póstumamente en 1872 un volumen recopilatorio de su poesía, titulado "Les Excommuniés".